# Randy Wittman
Randy Scott Wittman (nacido el 28 de octubre de 1959 en Indianápolis, Indiana) es un exjugador y entrenador de baloncesto estadounidense que disputó 9 temporadas en la NBA. Con 1,98 metros de altura jugaba en la posición de escolta. Es padre del exjugador profesional Ryan Wittman.

## Trayectoria deportiva

### Universidad
Jugó durante 5 temporadas con los Hoosiers de la Universidad de Indiana, con los que ganó el título de la NCAA en 1981. En total promedió 11,0 puntos, 3,0 rebotes y 3,2 asistencias. Fue elegido MVP de la Big Ten Conference en 1983.

### Profesional
Fue elegido en el puesto 22 de la primera ronda del Draft de la NBA de 1983 por Washington Bullets, aunque nunca llegó a jugar en la capital. Sus derechos fueron traspasados a Atlanta Hawks, donde permaneció durante cinco temporadas, haciéndose con el puesto de titular en su tercer año. En la temporada 1988-89 fue traspasado a Sacramento Kings, y a mitad de la misma enviado a Indiana Pacers, donde disputó sus últimas tres temporadas como profesional, con un rol más que secundario, jugando menos de 10 minutos por partido.
Se retiró al finalizar la temporada 1991-92, con 32 años, tras promediar 7,4 puntos y 2,2 asistencias por partido.

### Entrenador
Comenzó su carrera profesional como asistente en Indiana Pacers, donde pasó una temporada, y al año siguiente, desempeñando la misma función, en Dallas Mavericks. Entre 1994 y 1999 fue asistente en Minnesota Timberwolves, donde fue uno de los principales causantes del desarrollo de la estrella de los Wolves Kevin Garnett. En la temporada 1999-00 fichó como entrenador principal de Cleveland Cavaliers, puesto que ocupó durante dos temporadas con un balance de 62 victorias y 102 derrotas.
Tras pasar varios años como entrenador asistente de varios equipos de la NBA, mediada la temporada 2006-07 ocupó el cargo de primer entrenador de los Timberwolves.
Durante 4 años ocupa el cargo de primer entrenador en los Washington Wizards (2012-2016).

#### Estadísticas como entrenador
| Equipo                 | Año     | Temporada regular | Temporada regular | Temporada regular | Temporada regular        | Playoffs                             |
| Equipo                 | Año     | PJ                | G                 | P                 | Final                    | Resultado                            |
| ---------------------- | ------- | ----------------- | ----------------- | ----------------- | ------------------------ | ------------------------------------ |
| Cleveland Cavaliers    | 1999-00 | 82                | 32                | 50                | 6.º en División Central  | No clasificado                       |
| Cleveland Cavaliers    | 2000-01 | 82                | 30                | 52                | 6.º en División Central  | No clasificado                       |
| Minnesota Timberwolves | 2006-07 | 42                | 12                | 30                | 4.º en División Noroeste | No clasificado                       |
| Minnesota Timberwolves | 2007-08 | 82                | 22                | 60                | 5.º en División Noroeste | No clasificado                       |
| Minnesota Timberwolves | 2008-09 | 19                | 4                 | 15                | Despedido                |                                      |
| Washington Wizards     | 2011-12 | 49                | 19                | 31                | 4.º en División Sureste  | No clasificado                       |
| Washington Wizards     | 2012-13 | 82                | 29                | 53                | 3.º en División Sureste  | No clasificado                       |
| Washington Wizards     | 2013-14 | 82                | 44                | 38                | 2.º en División Sureste  | Pierde en Semifinales de conferencia |
| Washington Wizards     | 2014-15 | 82                | 46                | 36                | 2.º en División Sureste  | Pierde en Semifinales de conferencia |
| Washington Wizards     | 2015-16 | 82                | 41                | 41                | 4.º en División Sureste  | No clasificado                       |